# آکاسیای سیمپکس
آکاسیا سیمپکس (نام علمی: Acacia simplex) نام یک گونه از سرده آکاسیا است.